# Nașterea Sfântului Ioan Botezătorul

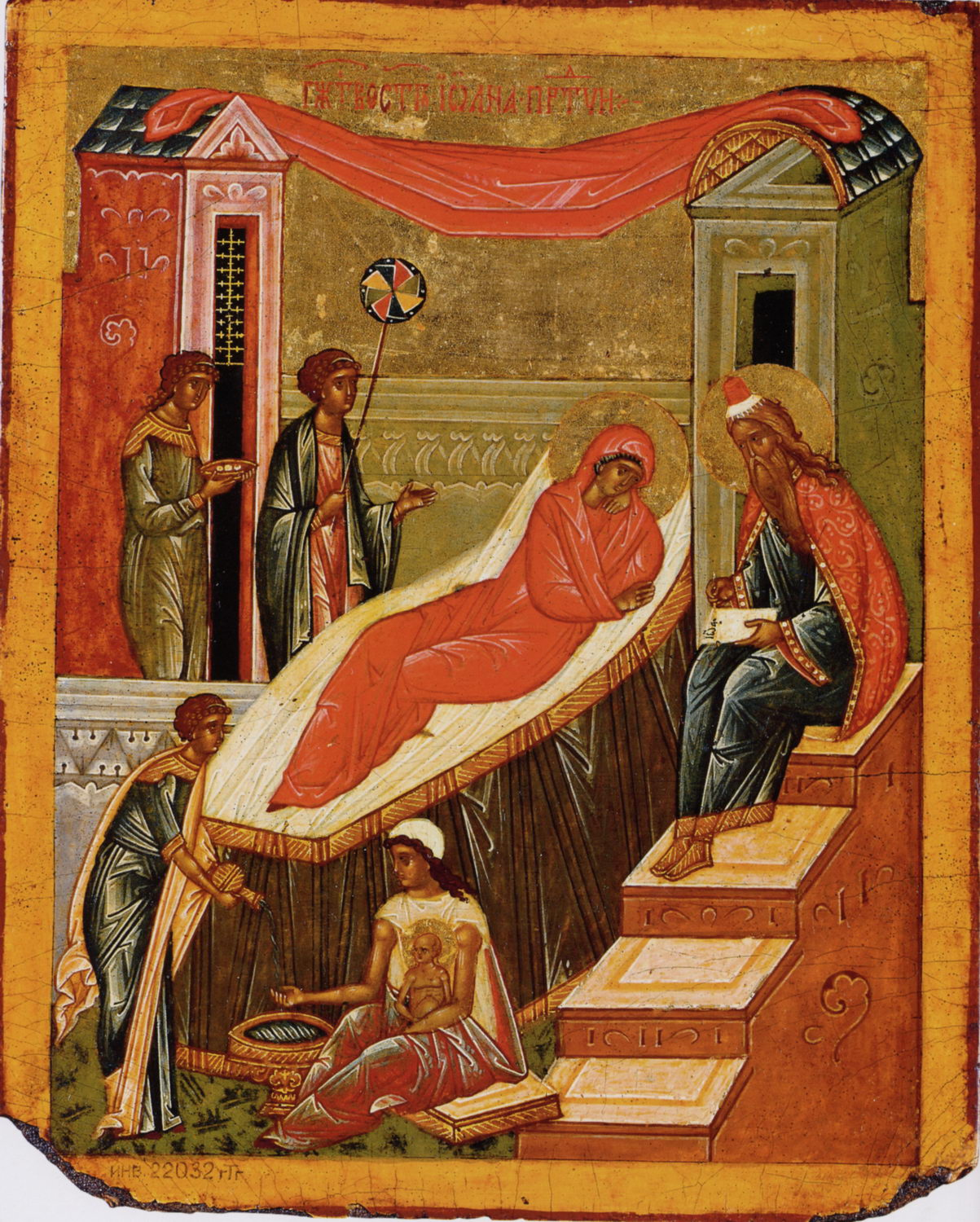

Nașterea Sfântului Ioan Botezătorul (în engleză Johnmas, în germană Johannistag) este o sărbătoare creștină fixată pentru data de 24 iunie în calendarul gregorian.

## Relatarea biblică a nașterii
Primul episod din Evanghelia după Luca este povestea nașterii lui 
Ioan Botezătorul. Acesta a fost  fiul preotului Zaharia și al Elisabetei. Preotul Zaharia și soția sa Elisabeta nu au putut până la bătrânețe să aibă copii. La poporul evreu acesta era un neajuns, întrucât îngrijirea vârstnicilor era asigurată de descendenți. 
În vremea împăratului Irod cel Mare, în timpul săptămânii când era de rând la templu, Zaharia a intrat să tămâieze. Pe când tot poporul era afară și se ruga, i s-a arătat îngerul Domnului stând de-a dreapta altarului tămâierii. A fost anunțat că i-au fost ascultate rugăciunile și că Dumnezeu le va da un copil, căruia trebuie să-i pună numele Ioan (Yohanan, „Dumnezeu este har”). Pentru că a fost neîncrezător în vestea adusă de arhanghelul Gabriel, Zaharia a rămas mut, nemaiputând binecuvânta mulțimea care îl aștepta afară.
Când a venit vremea să nască, Elisabeta a născut un fiu. În a 8-a zi când trebuia tăiat împrejur, s-au strâns vecinii și rudele și voiau să-l numească pe prunc – Zaharia – ca pe tată. Pentru că era soție de prooroc și avea și ea darul proorociei, Elisabeta spune că se va chema Ioan. Pentru că cei strânși obiectau și îi cereau părerea, Zaharia a scris pe o tăbliță: „Ioan este numele lui” (Luca 1, 63), iar în clipa următoare a putut din nou să vorbească. Fiind martorii atâtor minuni (stearpa a născut la bătrânețe, și mutul a început  să vorbească) cei strânși au început să se întrebe „Ce va fi oare acest copil?” (Luca 1, 66).

## Festivități
Ziua nașterii Sfântului Ioan este sărbătoarea patronală a Ordinului Suveran al Cavalerilor de Malta (Cavalerii Ioaniți).